# Mā schāʾa ʾllāh

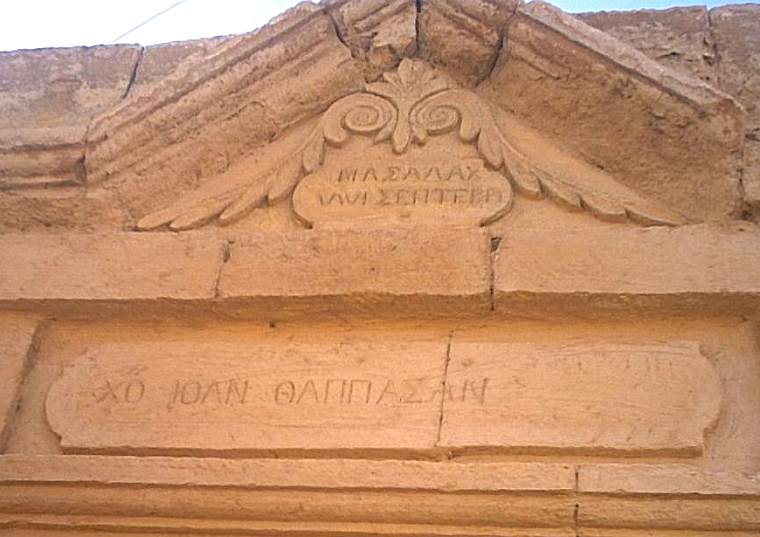
Verwendung des Begriffs bei Nichtmuslimen: Der Ausdruck ΜΑΣΑΛΑΧ (Masallach) über einer aufgegebenen karamanischen Kirche bei Incesu in der Türkei

Mā schā' Allāh (arabisch مَا شَاءَ ٱلله Mā schā'a llāh, DMG mā šāʾa llāh ‚was Gott will‘), auch maschallah geschrieben, ist eine in der arabischen und islamischen Welt verbreitete arabische Redewendung aus dem Koran.
Die Redewendung wird in der islamischen Welt (z. B. auch von nichtarabischsprachigen Einwohnern, christlichen Arabern und als marshalla bei römisch-katholischen Albanern) im Allgemeinen genutzt, um Gottergebung oder Verwunderung auszudrücken.
Der Begriff wird auch als Ausruf der Bewunderung gebraucht, wenn man etwas Schönes oder Begehrenswertes sieht, und soll dann dazu dienen, den Bösen Blick und möglichen Neid fernzuhalten.
Durch eine weitere Verwendung des Ausdrucks bezeichnet man eine unbestimmte, größere oder kleinere Menge, Zeitdauer oder Zahl: „er saß im Zimmer, (solange) Gott es wollte“ – das heißt, er saß eine Weile im Zimmer.
In der Schreibweise „Maschallah“ (bzw. „Marshalla“) wird es auch als männlicher Vorname verwendet.